# Wilhelm Pfeiffer (Tiermediziner)
Friedrich Wilhelm Pfeiffer (* 16. Juli 1867 in Leubus; † 18. März 1959 in Gießen) war ein deutscher Veterinärmediziner und Hochschullehrer in Gießen.

## Leben
Pfeiffer studierte von 1887 bis 1892 Veterinärmedizin an den Tierärztlichen Hochschulen Stuttgart und Berlin. Im Oktober 1894 wurde er Assistent und im Oktober 1896 Repetitor an der Chirurgischen Klinik der Tierärztlichen Hochschule Berlin. Gleichzeitig studierte er von 1894 bis 1899 Naturwissenschaften an der Universität Berlin, wo er im Mai 1899 zum Dr. phil. mit einer zoologischen Arbeit bei Ludwig Plate promoviert wurde.
Am 6. Dezember 1899 wurde er als Nachfolger von Johann Georg Pflug ordentlicher Professor für Tierheilkunde und Direktor des Tierspitals an der Universität Gießen berufen und erhielt hier zwei Tage später den Ehrendoktor Dr. med. vet. h. c., um den Berufungsregularien zu entsprechen. Er baute das Tierarzneiinstitut zur eigenständigen Fakultät (1914) mit erweitertem Lehrkörper und eigenen Gebäuden aus. Er war zwischen 1900 und 1914 sechsmal Vorsitzender des Veterinär-Medizinischen Kollegiums an der Vereinigten Medizinischen Fakultät und danach sechsmal Dekan der Veterinärmedizinischen Fakultät. 1935 wurde er emeritiert. Als Emeritus beteiligte er sich von 1939 bis 1942 und von 1947 bis 1949 erneut in der Lehre.
Pfeiffer war Mitglied der RSC-Corps Franconia Berlin (nun Kaiserslautern) und Suevia, zeitlebens überzeugter Waffenstudent und förderte die Corps in Gießen.

## Ehrungen
- 1899 Ehrenpromotion zum Dr. med. vet. h. c. durch die Veterinärmedizinische Fakultät der Universität Gießen
- 1915 Verleihung des Titels Geheimrat
- 1942 Goethe-Medaille für Kunst und Wissenschaft
- 1949 Ehrenpromotion zum Dr. med. vet. h. c. durch die Tierärztliche Fakultät der Ludwig-Maximilians-Universität München, Erneuerung des Ehrendoktordiploms von 1899
- Ehrenmitglied der Medizinischen Gesellschaft Gießen
- Seit 1998 Verleihung der Wilhelm-Pfeiffer-Medaille des Fachbereichs Veterinärmedizin der Universität Gießen
- Benennung der Wilhelm-Pfeiffer-Straße in Gießen

## Schriften
- Die Gattung Triboniophorus. Schade, Berlin 1899 (Dissertation, Universität Berlin, 1899).
- Operations-Cursus für Thierärzte und Studierende. Schoetz, Berlin 1897 (Neuauflagen bis Ende der 1950er Jahre).